# 사이토 쇼타 (1994년)
사이토 쇼타(일본어: 齋藤 翔太, 1994년 6월 5일 ~ )는 일본의 전 축구 선수이다.

## 구단 경력
과거 FC 마치다 젤비아에서 활동하였다.